# Shadow DOM
Shadow DOM は、 WHATWG において仕様が定められている
Web Components と呼ばれる、 Document Object Model (DOM) を部品化する仕組みを構成する要素の一つである。
DOM ツリーと Shadow サブツリーの間に、通常の DOM 操作ではアクセスできない境界をもうけることにより、 DOM ツリーの機能の抽象化をもたらすことが主な目的のひとつである。
現在、 Google を中心に仕様の策定、 WebKit への実装が進んでいる。